# Lijst van afleveringen van Checkpoint (seizoen 14)
Dit is een lijst van afleveringen van Checkpoint van seizoen 14. In de schema's staan de gestelde vraagstukken aangegeven, de getrokken conclusie en notities van de test.

## Inleiding
Het veertiende seizoen van Checkpoint ging van start op 26 augustus 2017. Het testteam werd aangevuld met Aaron, waardoor het aantal testteamleden dit seizoen op dertien uitkomt.
Er zijn dit seizoen een aantal nieuwe rubrieken. Zo is er een tweetal rubrieken waar wordt getest of bepaalde dingen sneller kunnen: Kan het sneller? en In één klap. Bij laatstgenoemde wordt dit getracht, zoals de titel al doet vermoeden, met een explosie.
Daarnaast is er een comeback van de rubriek Net als in de film, al is de focus dit keer meer gelegd of dingen in de film echt konden gebeuren (zoals in Film Check uit seizoen 8) in plaats van hoe bepaalde filmtrucs in hun werk gaan.

## Samenstelling testteam
- Aaron Castrop
- Carlijn Droppert
- Jaro Frijn
- Stefan Hilterman
- Remy Hogenboom
- Gianni Koorndijk
- Dzifa Kusenuh
- Pien Maat
- Sem Peelen
- Shaniqua Devine
- Tim Schouten
- Julia Toorop
- Dave Wai

## Afleveringen

### Aflevering 1
Uitzenddatum: 26 augustus 2017

#### Kettingzaag-flesopener
| Activiteit     | Notities |
| -------------- | --- |
| Flessen openen | In deze editie van Kan het sneller? was de vraag of flesjes drinken sneller geopend konden worden dan met een flesopener. Daarvoor werd er een kettingzaag gebruikt om een rij van twaalf colaflesjes open te zagen. In 13 seconden waren ze allemaal open. |

#### Stofzuiger 2.0
In dit item werd gekeken waar een stofzuiger nog meer voor gebruikt kon worden dan alleen stofzuigen.
| Toepassing                   | Notities |
| ---------------------------- | --- |
| Schieten met één stofzuiger  | Als eerste werd een stofzuiger aangepast dat ermee geblazen kon worden. Dankzij dit principe kon ermee geschoten worden. Zo konden de testteamleden met elkaar paintballen. Al merkten ze wel op dat de stofzuiger niet met erg veel kracht kon schieten. |
| Schieten met zes stofzuigers | Dus werd er voor het vervolg overgegaan op de blaaskracht van zes stofzuigers gebundeld. Deze bleken samen aanzienlijk harder te schieten. Er werden verschillende doelen kapotgeschoten: een pak vla, een spiegel en een watermeloen. |
| Auto ophijsen                | Als finale werd de kracht van zes stofzuigers gebruikt om een auto op te hijsen. Hiervoor werden ze aangesloten op een speciale kist die als grote zuignap diende. Dankzij het door de stofzuigers in de kist ontstane vacuüm bleef de auto vasthangen en kon hij daadwerkelijk worden opgehesen. De stofzuigers werden vervolgens een voor een uitgeschakeld om te proberen aan hoeveel hij kon blijven hangen. Uiteindelijk bleek de zuigkracht van één enkele stofzuiger nog voldoende om de auto in de lucht te houden. Pas toen deze werd uitgeschakeld, stortte de auto te pletter. |

#### Jongens vs Meiden → Achtervolgen
Bij deze jongens/meidentest werd gekeken wie er beter waren in achtervolgen, de jongens of de meiden.
| Uitdaging                 | Winnaar | Notities |
| ------------------------- | ------- | --- |
| Tikkertje met freerunners | Jongens | Er renden drie freerunners in de loods losgelaten waar een parcours was opgebouwd. De bedoeling was om deze zo snel mogelijk alle drie te tikken. De jongens hadden een tijd van 47 seconden, waar de meiden met 1'37" minuut ruim het dubbele nodig hadden. |
| Achter een quad hangen    | Meiden  | Bij deze opdracht was het idee dat de achtervolgde weleens in een vluchtvoertuig springt om heel snel weg te wezen en de achtervolger zich achteraan vastklampte om hem niet te laten ontsnappen. De meiden wonnen deze test met 1'02" minuut tegen 40 seconden aan tijd hoe lang ze achter de quad bleven hangen. Omdat met deze winst de tussenstand nu 1-1 was zou de finale allesbeslissend zijn.                            |
| Bomauto (RC) achtervolgen | Meiden  | Ook voor de finale werd er een quad gebruikt, alleen gingen de testteamleden er nu zelf op rijden. De bedoeling was om een radiografisch bestuurbare bomauto plat te rijden voordat deze na 3 minuten vier testpoppen (gepresenteerd als internationale delegatie) zou bombarderen. Beiden slaagden ze erin om de auto plat te rijden, maar de meiden deden dit in een tijd van 1'41" minuut tegen 1'51" minuut voor de jongens. |
| Uiteindelijke winnaar.    | Meiden  | Eindstand: 2-1. Getrokken conclusie: de meiden zijn beter in achtervolgen. |

#### Net als in de film → De Gordijnstunt
| Vraag                                                                                                   | Antwoord | Notities                                                     |
| --- | -------- | ------------------------------------------------------------ |
| Is het mogelijk om door twee messen in een gordijn te steken een zachte afdaling naar beneden te maken? | Ja       | Testteamlid Stefan probeerde het uit en het lukte wonderwel. |

### Aflevering 2
Uitzenddatum: 2 september 2017

#### Snelle saus
| Activiteit              | Notities |
| ----------------------- | --- |
| Saus op hotdogs spuiten | Om heel snel hotdogs te maken, werden de worstenbroodjes alvast voorbereid. Er werden twee flessen met saus (ketchup en mosterd) aan de beide bladen van een ventilator bevestigd. Door deze aan te zetten kwam de saus door de g-krachten uit de flessen op de broodjes terecht. In enkele seconden waren de broodjes voorzien van een riante hoeveelheid saus. |

#### Lekker snel van de trap
In dit item werd gekeken wat de snelste manier is om van de trap te gaan.
| Methode                                                         | Tijd beneden | Notities |
| --------------------------------------------------------------- | ------------ | --- |
| Lopend                                                          | 4 s          | Als controletest rende Dave eerst zo hard als hij kon de trap af naar beneden |
| Skateboard                                                      | 3 s          | Een snelle opeenvolging van verschillende hulpmiddelen waarmee Remy en Dave om beurten van de trap af gleden. Bij deze methoden moest wel opgemerkt worden dat het gebruikte voorwerp snel kapot ging.                                                                                            |
| Strijkplank zittend                                             | 2 s          | Een snelle opeenvolging van verschillende hulpmiddelen waarmee Remy en Dave om beurten van de trap af gleden. Bij deze methoden moest wel opgemerkt worden dat het gebruikte voorwerp snel kapot ging.                                                                                            |
| Strijkplank staand                                              | 2 s          | Een snelle opeenvolging van verschillende hulpmiddelen waarmee Remy en Dave om beurten van de trap af gleden. Bij deze methoden moest wel opgemerkt worden dat het gebruikte voorwerp snel kapot ging.                                                                                            |
| Ski's                                                           | 2 s          | Een snelle opeenvolging van verschillende hulpmiddelen waarmee Remy en Dave om beurten van de trap af gleden. Bij deze methoden moest wel opgemerkt worden dat het gebruikte voorwerp snel kapot ging.                                                                                            |
| Sjoelbak                                                        | 1,5 s        | Een snelle opeenvolging van verschillende hulpmiddelen waarmee Remy en Dave om beurten van de trap af gleden. Bij deze methoden moest wel opgemerkt worden dat het gebruikte voorwerp snel kapot ging.                                                                                            |
| Een constructie van twee aan elkaar gemonteerde trapsteekwagens | 1,7 s        | In deze deeltest werden er twee trapsteekwagens in de lengte aan elkaar gezet. Deze werden bovenaan de trap gezet en een testteamlid nam plaats. In nog geen twee seconden was Dave beneden. |
| Achtbaan via de trapleuningen                                   | 0,6 s        | Als laatste werden de trapleuningen gebruikt als een rails voor een geïmproviseerde achtbaan. Hier werd een houten karretje voor in elkaar geschroefd waar een van de testteam op plaatsnam. Binnen de seconde was Remy beneden en daarmee was de snelste methode om van de trap te gaan bepaald. |

#### Jongens vs Meiden → Supermarkt
Bij deze jongens/meidentest werd gekeken wie er beter waren met het werk in de supermarkt, de jongens of de meiden. De jongens werden hier vertegenwoordigd door Stefan, de meiden door Dzifa.
| Uitdaging              | Winnaar | Notities |
| ---------------------- | ------- | --- |
| Winkelwagens ophalen   | Meiden  | Als eerste moesten Stefan en Dzifa een parkeerplaats langs om rondslingerende winkelwagens terug te halen. Uiteindelijk had Dzifa duidelijk de meeste winkelwagens te pakken; zeventien tegen twaalf. |
| Kassa                  | Meiden  | Aan de kassa moesten Stefan en Dzifa de boodschappen van de band graaien die langskwamen. Ze moesten deze inscannen en in de winkelwagen deponeren. De band ging geleidelijk aan steeds sneller lopen waardoor het uiteraard steeds lastiger werd om alles er tijdig af te halen. Na afloop van deze opdracht bleek ook nu Dzifa weer de beste kaarten te hebben. Zij wist in totaal achttien producten te scoren, terwijl Stefan niet verder kwam dan veertien.                  |
| Toren bouwen           | Jongens | Bij de finale deeltest kregen Stefan en Dzifa vijf minuten de tijd om een toren te bouwen met voordeelpakketten, zoals die ook veel in de supermarkt staan. Deze toren moest tien dozen hoog zijn en uiteraard zo stevig mogelijk. Na afloop werd er een winkelwagen als sloopkogel tegenaan gegooid om te kijken welk van de twee torens het stevigst was. De toren van Dzifa stortte uiteindelijk in elkaar, terwijl die van Stefan eindigde met weinig noemenswaardige schade. |
| Uiteindelijke winnaar. | Meiden  | Eindstand: 2-1. Getrokken conclusie: Dzifa, en dus de meiden, zijn beter in de supermarkt. |

#### In één klap → Confetti
| Vraag                                             | Antwoord | Notities |
| ------------------------------------------------- | -------- | --- |
| Is het mogelijk om in één klap confetti te maken? | Ja       | Een zestal telefoonboeken werden om twee vuurwerkbommen heen gerold. Dit geheel werd tot ontploffing gebracht. Het resulteerde in een reepvormige confetti. |

### Aflevering 3
Uitzenddatum: 9 september 2017

#### Vuur vs Brandblusser
| Product 1            | Product 2    | Winnaar      | Notities |
| -------------------- | ------------ | ------------ | --- |
| Vuur (vlammenwerper) | Brandblusser | Brandblusser | In het eerste item van deze aflevering werd getest wat sterker was: vuur of een brandblusser. Er stond een schilderij opgesteld waarvoor een drietal brandblussers omhoog gericht stonden voor een muur van koolstofdioxide. Uitgangspunt was of de vlammenwerper met zijn vuur door deze muur wist heen te breken. Dit gebeurde niet en het schilderij bleef ongehavend. Daarmee werd de brandblusser tot winnaar uitgeroepen. |

#### Wegjagen met geur
In deze test werden methoden getest om ongewenste gasten met geur weg te jagen.
| Ongedierte        | Notities |
| ----------------- | --- |
| Hond              | Als eerste werd een poging gedaan om te voorkomen dat een hond in de tuin zou gaan poepen. Eerst werd dit met peper geprobeerd, maar dat werkte niet. Vervolgens probeerde Remy een stuk tuin af te bakenen door er te plassen. Maar ook dit hield de hond niet tegen om er op zijn beurt zijn behoefte te doen. |
| Muizen            | Daarna werd overgegaan op muizen. Er werden drie methoden getest om deze met geur op afstand te houden. Van deze drie methoden werkten knoflook en eucalyptusolie wel en kattenharen niet. De voorkeur werd echter aan eucalyptusolie gegeven omdat deze veel lekkerder rook dan knoflook. |
| Broertje of zusje | De finale van dit item bestond uit een poging om een irritant broertje of zusje uit de slaapkamer te verdrijven met geur. Er werden twee stinkbommen geprepareerd: een doos rotte eieren en een spaarvarken vol rotte vis. Wanneer er een irritante broer of zus de kamer binnen zou dringen, kon deze worden stukgegooid in een poging hem of haar weg te jagen door de enorme stank. Bij een praktijktest bleek de geur van de rotte eieren het sterkst te zijn. Maar bij beide methoden gold ook het nadeel dat men ook zelf niet meer in de kamer zou willen zijn. |

#### Jongens vs Meiden → Filmstunts
Bij deze jongens/meidentest werd gekeken wie er beter waren in filmstunts, de jongens of de meiden.
| Uitdaging                                                                | Winnaar    | Notities |
| ------------------------------------------------------------------------ | ---------- | --- |
| In het raam van een vallende gevel uitkomen                              | Onbeslist  | Allereerst moesten de testteamleden de klassieke filmstunt uitvoeren waarbij er een gevel omviel waarbij ze precies moesten uitkomen in het raam. Ze voerden de stunt geen van beiden goed uit en daarmee eindigde deze eerste deeltest 0-0 onbeslist. |
| Over een rijdende vrachtwagen heen klimmen op een weg met sluipschutters | Meiden     | De testteamleden stonden boven op een vrachtwagen en deze reed een parcours waarlangs schuipschutters stonden. De bedoeling was om gedurende het parcours van de ene kant naar de andere kant van de vrachtwagen te klimmen om zo niet geraakt te worden door de sluipschutters. Uiteindelijk eindigden de meiden met slechts 10 voltreffers, waardoor de jongens met hum 25 treffers overduidelijk het onderspit dolven. |
| Abseilen                                                                 | Jongens    | Tot slot moesten de testteamleden van de Onze Lieve Vrouwetoren abseilen om hun teamgenoot te bevrijden. De jongens maakten een overduidelijke revanche, met een tijd van 4'20" minuten tegen 8'46" minuten. Doordat de eindstand hiermee op 1-1 uitkwam, eindigde deze J/M-test in een gelijkspel. |
| Uiteindelijke winnaar.                                                   | Gelijkspel | Eindstand: 1-1. Getrokken conclusie: de mannen en de vrouwen zijn even goed. |

#### In één klap → Het behang er af
| Vraag                                                           | Antwoord | Notities |
| --------------------------------------------------------------- | -------- | --- |
| Is het mogelijk om in één klap het behang van de muur te halen? | Ja       | Om dit te kunnen doen werd een behangen stuk muur volgespoten met benzine en dit werd met een brandende pijl in de hens gestoken. Het behang ging er inderdaad af. |

### Aflevering 4
Uitzenddatum: 16 september 2017

#### Liften op het dak
| Vraag                                                             | Antwoord                     | Notities |
| ----------------------------------------------------------------- | ---------------------------- | --- |
| Is het mogelijk om mee te liften op het dak van een rijdende auto | Goede grip is een voorwaarde | Testteamlid Stefan ging op het dak van een rijdende auto liggen en probeerde zich vast te houden. Hij had echter onvoldoende grip. Pas met open ramen kon hij goed blijven liggen. |

#### Als een vis in het water
In deze test werden methoden getest om met één teug lucht verder onder water te kunnen zwemmen.
| Ongedierte                             | Notities |
| -------------------------------------- | --- |
| Zwemvliezen                            | Als eerste werden er zwemvliezen gemaakt. Hiervoor werden er rubberen handschoenen gebruikt waar stukjes binnenband aan werden geplakt. Dave had van tevoren al een nulmeting gezwommen en gekeken werd of hij verder kwam met deze zwemvliezen aan. Dat was niet het geval.                                              |
| Vissenstaart                           | Als tweede werd er een rol folie om de benen van Gianni gedraaid als een soort vissenstaart. Eenmaal in het water moest hij echter veel kracht zetten om vooruit te komen en hij raakte dan ook al snel uitgeput. Hij haalde de nulmeting bij lange na niet.                                                              |
| Je laten voorttrekken door een scooter | Tot slot werd er een poging gedaan om een testteamlid door het water heen voort te trekken met een scooter. Hiervoor werd er met behulp van twee skateboards en gewicht een speciaal flyboard gemaakt om aan vast te houden. Dave ging aan het board hangen en Gianni trok hem voort met de scooter. Het werkte erg goed. |

#### Jongens vs Meiden → In de fik vliegen
Bij deze editie van Jongens vs Meiden werd uitgezocht wie er beter waren in het blussen van vliegtuigen.
| Uitdaging                                  | Winnaar | Notities |
| ------------------------------------------ | ------- | --- |
| Branden blussen                            | Jongens | In een simulator moesten de jongens en de meiden op zoek gaan naar vier branden om deze te blussen. De meiden hadden de vuren in 1'05” minuten gedoofd, maar de jongens trokken met 37 seconden aan het langste eind. |
| Slachtoffers uit brandend vliegtuig redden | Jongens | Met speciale pakken aan moesten de testeamleden een vliegtuig binnen dat vol rook stond. In dat vliegtuig zaten drie crashtestdummy's als 'passagiers' die gered moesten worden. De jongens hadden ze er met twee minuten uit, de meiden bleken er driemaal zo lang over te hebben gedaan. Op dat moment maakten de jongens 2-0 van de tussenstand, waardoor ze al verzekerd waren van de totaalwinst. |
| Vliegtuig blussen                          | Meiden  | Tot slot moesten de testteamleden met een brandweerauto van de Koninklijke Luchtmacht een groot vuur blussen. Twee brandweermannen traden als jury op bij deze finale en zij riepen de meiden tot winnaar uit. |
| Uiteindelijke winnaar.                     | Jongens | Eindstand: 2-1. Getrokken conclusie: begrip waarom er meer brandweermannen bij de luchtmacht zitten dan brandweervrouwen. |

### Aflevering 5
Uitzenddatum: 23 september 2017

#### In één klap → Die kruiwagen schoon
| Vraag                                                                              | Antwoord | Notities |
| ---------------------------------------------------------------------------------- | -------- | --- |
| Is het mogelijk om in één klap aangekoekt cement uit een kruiwagen weg te krijgen? | Ja       | Om de kruiwagen in een klap schoon te krijgen, werd er een benzinebom gemaakt door vier flessen benzine bij elkaar te zetten. De explosie bleek de kruiwagen inderdaad schoon te hebben geblazen. Het bleek inderdaad te werken. |

#### Altijd winnen met paintball
In deze test werd uitgezocht hoe de winkansen bij paintball vergroot kunnen worden. Testteamlid Pien trad hier op als tegenstander.
| Methode                                   | Notities |
| ----------------------------------------- | --- |
| RC-auto met paintballgeweer en smartphone | Voor de eerste deeltest werd een radiografisch bestuurbare auto gebruikt. Hierop werd een paintballgeweer gezet om de tegenstander mee te achtervolgen. Maar ook een smartphone, waarmee het beeld via beeldbellen kon worden verstuurd naar de testteamleden die op een afstand stonden. Ze slaagden erin om Pien één keer te raken, maar hadden eigenlijk onvoldoende overzicht om echt partij te bieden. |
| Boobytraps                                | Er werd overgegaan op het maken van diverse boobytraps. Als eerste een ballon met verf, die zou worden doorgeprikt als tegenstander Pien tegen een daaronder gespannen visdraad zou stoten. De tweede boobytrap was een mijn die verf zou uitspuiten als Pien erop zou gaan staan. De ballon ging mis, maar bij de mijn kreeg ze de volle laag.                                                             |
| Spudgun vol paintballs                    | Tot slot werd er een spudgun gevormd met een grote hoeveelheid paintballs. Pien liep voorbij en kreeg de volle laag. |

#### Jongens vs meiden → Op de camping
Bij deze editie van Jongens vs Meiden werd uitgezocht wie er beter waren op de camping, de jongens of de meiden.
| Uitdaging                    | Winnaar | Notities |
| ---------------------------- | ------- | --- |
| De douche gebruiken          | Meiden  | Om te beginnen moesten de jongens en de meiden hun tenten in duiken op zoek naar muntjes om de douche mee aan te zetten. Vervolgens moesten ze daaronder gaan staan om zichzelf zo goed mogelijk schoon te wassen. De meiden deden dit beter. |
| Rennen voor de wc            | Jongens | Als tweede moesten de testteamleden over een campingparcours door allemaal hindernissen heen rennen naar de wc. Hiervoor hadden ze 45 seconden de tijd, anders zouden ze in hun broek plassen. Ze waren geen van beiden op tijd, maar in tegenstelling tot de meiden, stonden de jongens al praktisch in het wc-hok. Zij werden daarom tot winnaar uitgeroepen. |
| Ongedierte uit de tent halen | Jongens | Bij de finale stonden drie tenten centraal. In iedere tent zat een dier dat er zo snel mogelijk uit moest (reuzenpad, leguaan en slang). De meiden hadden alle dieren eruit in 3'42” minuten, de jongens wonnen echter met 2'52” minuten. |
| Uiteindelijke winnaar.       | Jongens | Eindstand: 2-1. Getrokken conclusie: de jongens zijn het beste op een camping. |

#### Net als in de film → Rookgordijn
| Vraag                                                                | Antwoord | Notities |
| -------------------------------------------------------------------- | -------- | --- |
| Is het mogelijk om achtervolgers af te schudden met een rookgordijn? | Nee      | In een cabrio werden twee rookbommen geplaatst met als doel een achtervolger te hinderen. Echter bleef de rook veel meer in de cabrio hangen dan gedacht. In plaats daarvan werd er een rookbom op de auto van de achtervolger gegooid, met een magneet zodat deze op de auto zou blijven liggen. Het zicht werd echter onvoldoende belemmerd om een serieuze hinder te vormen. |

### Aflevering 6
Uitzenddatum: 30 september 2017

#### Superhelden-auto maken
| Onderdeel        | Notities |
| ---------------- | --- |
| Vlammenwerper    | Als eerste werd gekeken of er een vlammenwerper aangebracht kon worden om de banden te verbranden. Deze werd op de achterbank geplaatst en uit het raam gericht. Het effect op de banden was echter onvoldoende. |
| Paintballgeweren | Er werd overgegaan op het richten van een serie paintballgeweren uit de achterklep. Met een serie touwtjes konden de geweren afgeschoten worden. Het bleek inderdaad effect te hebben op een achtervolger. |
| Schietstoel      | Tot slot werd er gekeken of er een schietstoel gemaakt kon worden waarmee een ongewenste indringer uit de auto gelanceerd kon worden. Dit systeem werkte met een airbag. Daarbij werd het dak van de auto vervangen door papier, zodat de indringer ook daadwerkelijk naar buiten gelanceerd zou worden. Het werkte ook. |

#### Lopen of rennen door de regen
| Vraag                                       | Antwoord | Notities |
| ------------------------------------------- | -------- | --- |
| Kun je beter lopen of rennen door de regen? | Rennen   | Twee testteamleden kregen een pak van sponzen aan en liepen een parcours door geïmproviseerde regen. De ene liep normaal, de ander rende. Zowel op een korte als een lange afstand ving de renner het minste water op. |

#### Jongens vs Meiden → Beter met ballen
Bij deze editie van Jongens vs Meiden werd uitgezocht wie er beter waren op de camping, de jongens of de meiden. De jongens werden vertegenwoordigd door Tim, de meiden door Carlijn.
| Uitdaging                                      | Winnaar    | Notities |
| ---------------------------------------------- | ---------- | --- |
| Bowlingballen stapelen                         | Gelijkspel | Als eerste kregen Tim en Carlijn drie minuten de tijd om zo veel mogelijk bowlingballen op elkaar te stapelen. Beiden hadden na afloop vier ballen op elkaar. |
| Bowlen met een auto                            | Jongens    | Op het dak van een auto was een buis gemonteerd waar een bowlingbal in werd gestopt. Vervolgens moest er een aanloop genomen worden om de bal door hard remmen uit te werpen. Zo moesten er zo veel mogelijk pins worden omgekegeld. Tim had na drie kansen de meeste kegels omver. |
| Brandende ballen lanceren met een voetbalkanon | Jongens    | Tot slot moesten de Tim en Carlijn brandende ballen lanceren met een voetbalkanon. Deze ballen moesten in drie kleine goals terechtkomen en ze mochten maximaal tien ballen gebruiken. Na tien pogingen hadden beide testteamleden echter nog maar één goal geraakt. Daarom werd er overgegaan op sudden death: degene die als eerste nog een goal zou raken, zou de deeltest in zijn/haar voordeel beslissen. Dit was uiteindelijk Tim. |
| Uiteindelijke winnaar.                         | Jongens    | Eindstand: 3-1 |

#### Kan het sneller? → Verven
| Activiteit      | Notities |
| --------------- | --- |
| Een muur verven | Er werd een poging gedaan om een stuk muur snel te verven met behulp van een verfemmer op de rug. Met een fiets werd er een aanloop genomen op een muur en werd de verf uit de pot op de muur geslingerd. De snelheid hiervan werd vergeleken met de klassieke methode van het muur schilderen met een roller. De roller was uiteindelijk toch als eerste klaar. |

### Aflevering 7
Uitzenddatum: 7 oktober 2017

#### Lekker snel afvallen
| Onderwerp                                  | Notities |
| ------------------------------------------ | --- |
| In anderhalf uur zo veel mogelijk afvallen | Drie testteamleden testten elk een methode om zo veel mogelijk af te vallen in anderhalf uur tijd. Aaron ging poepen, Remy ging zweten en Stefan ging sporten. Aaron kreeg laxeermiddel om zo veel mogelijk ontlasting kwijt te raken. Remy ging in een sauna, in een warm bad en ingepakt onder allemaal warme dekens om zo veel mogelijk te zweten. Stefan ten slotte ging het volle anderhalf uur op diverse fitnesstoestellen aan de slag. Hij verloor uiteindelijk 2 kilogram in anderhalf uur. Remy, die zweette, verloor 1,1 kilo en Aaron 1,5 kilo. |

#### Zelf een vliegtuig landen
| Vraag                                                                               | Antwoord | Notities |
| ----------------------------------------------------------------------------------- | -------- | --- |
| Is het mogelijk om als passagier een vliegtuig te landen als de piloot onwel wordt? | Nee      | Testteamlid Remy kreeg de opdracht om onder begeleiding een vliegtuig aan de grond te zetten. De eerste poging ging echter niet helemaal goed omdat de snelheid nog te hoog was. De tweede poging slaagde wel, maar volgens de piloot zou dat in werkelijkheid onvoldoende zijn geweest. Omdat de eerste poging al misging, zou er in het echt immers al een ongeluk zijn gebeurd. |

#### Jongens vs Meiden → Zonder handen
Bij deze jongens/meidentest werd gekeken wie er beter waren zonder handen, de jongens of de meiden.
| Uitdaging              | Winnaar | Notities |
| ---------------------- | ------- | --- |
| Broek aantrekken       | Meiden  | Bij de eerste opdracht kregen de jongens en de meiden de opdracht om een broek aan te trekken zonder daarbij hun handen te gebruiken. Ze mochten elkaar wel helpen. De meiden waren als eerste klaar. |
| Autorijden             | Jongens | Daarna was er de opdracht om met de auto naar school te rijden. Op het testterrein was er een parcours uit gezet dat de testteamleden met de auto moesten afleggen. De handen waren echter geboeid en konden dus ook nu weer niet gebruikt worden. Inclusief straftijd voor het raken van obstakels op het parcours hadden de jongens uiteindelijk een net iets snellere tijd dan de meiden (4'52" tegen 4'56"). |
| Brand blussen          | Meiden  | In deze laatste deeltest moesten de testteamleden met een tankautospuit van de brandweer een vuur doven. Ze moesten zelf de knoppen bedienen, de slang uitrollen en spuiten, uiteraard ook nu weer zonder handen. De meiden wonnen de laatste test (6'51" tegen 5'27"). |
| Uiteindelijke winnaar. | Meiden  | Eindstand: 2-1. Getrokken conclusie: de chicks zijn beter zonder handen. |

### Aflevering 8
Uitzenddatum: 14 oktober 2017

#### Hup Checkpoint hup
| Vraag                                             | Antwoord | Notities |
| ------------------------------------------------- | -------- | --- |
| Kun je beter presteren als je wordt aangemoedigd? | Ja       | Testteamleden Dave en Stefan kregen de opdracht om een kop-van-jut in te slaan. Eerst deden ze het zonder aanmoediging, daarna met. In tegenstelling tot bij de poging zonder aanmoediging slaagden Dave en Stefan er beiden wel in bij de poging met aanmoediging om de bel te raken. Opvallend genoeg slaagden beide jongens ook bij een extra test met uitjoelen. |

#### Beat gravity
In dit item werd geprobeerd om gewichtloosheid na te doen.
| Methode                                          | Notities |
| ------------------------------------------------ | --- |
| Zekeren                                          | Bij de eerste deeltest werd testteamlid Aron gezekerd op een nagebootste bergtop. Hij kon hier met een gevoel van gewichtloosheid rondom langsspringen. |
| Wipconstructie bovenop auto                      | Het nadeel was echter dat men maar rond een plek zou blijven hangen. Daarom werd Tim voor de tweede deeltest aan een wipconstructie gehangen die boven op een auto stond. Dankzij een contragewicht (jerrycans met water) kon Tim met een gevoel van gewichtsloosheid springen. En doordat de auto gereden werd, kwam hij nog vooruit ook. |
| Ondersteboven hangen met magneten in de schoenen | Bij de laatste poging werden speciale schoenen gebruikt waar elektromagneten in verwerkt waren. Op die manier konden ze ondersteboven langs de lepels van een heftruck lopen. |

#### Jongens vs meiden → Profvoetballers
Bij deze jongens/meidentest werd getest wie de betere profvoetballers waren, de jongens of de meiden.
| Uitdaging                                       | Winnaar | Notities |
| ----------------------------------------------- | ------- | --- |
| Penalty's schieten met een shirt over het hoofd | Meiden  | Als eerste werd er een serie strafschoppen genomen. Hierbij hadden de jongens en de meiden hun voetbalshirts over hun hoofd als bij een voetballer die juicht. Op die manier verblind moesten ze dan zo veel mogelijk schoten raak schieten. De meiden wonnen deze penaltyreeks. |
| Slidings ontwijken                              | Jongens | Buiten de loods was er een parcours uitgezet met een aantal voetballers die de bal door middel van slidings van de testteamleden probeerden af te pakken. Doel was om een aantal keer over het parcours heen te gaan en een zo groot mogelijke afstand af te leggen met de bal nog aan de voet. De meiden hadden na een aantal pogingen uiteindelijk 40 meter, maar de jongens waren ze met 57 meter de baas. |
| Voetballen met hooligans                        | Jongens | Tot slot werd er een potje gevoetbald met hooligans aan de zijlijn die van alles op het veld lieten vallen. De jongens versloegen de meiden met grote overtuiging: 5-1. |
| Uiteindelijke winnaar.                          | Jongens | Eindstand: 2-1. Getrokken conclusie: de jongens zijn terecht de beste profvoetballers. |

#### Net als in de film → Zonnescherm
| Vraag                                                                              | Antwoord | Notities |
| ---------------------------------------------------------------------------------- | -------- | --- |
| Is het mogelijk om een val van een gebouw af te dempen door een paar zonneschermen | Nee      | Voor dit laatste item van de uitzending werd er een verzwaarde testpop door een serie zonneschermen heen naar beneden gegooid. De testpop viel echter dwars door alles heen; de zonneschermen remden totaal niet af. |

### Aflevering 9
Uitzenddatum: 21 oktober 2017

#### Hoger met een trampoline
| Vraag                                                      | Antwoord | Notities |
| ---------------------------------------------------------- | -------- | --- |
| Kun je hoger springen met trampolines op elkaar gestapeld? | Nee      | Testteamlid Dave kreeg de opdracht om zo hoog mogelijk te springen. Eerst op één trampoline, daarna op meerdere trampolines die op elkaar waren gestapeld. In beide gevallen werd een hoogte van 1m20 bereikt. Het werkte dus niet. |

#### Bal bij de buren
In dit item werden methodes getest om de bal uit de tuin van de buren te halen waar een gevaarlijke hond was.
| Methode                                                                                | Notities |
| -------------------------------------------------------------------------------------- | --- |
| Pijlen met zuignappen                                                                  | Eerst werden pijlen op de bal geschoten met zuignappen. Als het raak was, kon de bal met een touwtje, dat aan de achterkant van de pijl zat, worden teruggetrokken. De zuignap bleek echter niet sterk genoeg om aan de bal te blijven hangen.               |
| Stofzuiger                                                                             | Een stofzuiger met verlengde slang bleek wel sterk genoeg om de bal terug te halen. |
| De hond afleiden met behulp van een speelgoedkat op een radiografisch bestuurbare auto | Er werd een radiografisch bestuurbare auto in de tuin bij de hond gezet. Op deze auto zat een speelgoedkat en een luidspreker waarop geluiden van een kat afgespeeld werden. De hond ging erachteraan waardoor de bal veilig uit de tuin gehaald kon worden. |

#### Jongens vs Meiden → Circusartiest
Bij deze jongens/meidentest werd gekeken wie er beter waren als circusartiesten, de jongens of de meiden.
| Uitdaging              | Winnaar    | Notities |
| ---------------------- | ---------- | --- |
| Clownsact              | Jongens    | Bij de eerste deeltest stond een wipwap centraal. Hier werd op één kant een slagroomtaart opgelegd die via een trap op de andere kant gelanceerd zou worden. Een van de testteamleden moest (op stelten) deze vliegende taart dan met zijn of haar gezicht opvangen. De jongens vingen uiteindelijk twee taarten, de meiden slechts een.           |
| Boogschieten           | Jongens    | Een van de testteamleden hing aan een draaischijf. De ander moest pijlen zo dicht mogelijk naast het testteamlid op deze schijf schieten om zo punten te scoren. De jongens scoorden uiteindelijk 23 punten, de meiden slechts 8. Doordat het hiermee 2-0 voor de jongens kwam te staan, werd de totaalwinst op dit punt in hun voordeel beslecht. |
| Trapeze                | Gelijkspel | Bij de finale hingen de testteamleden ondersteboven aan een trapeze. Ze kregen een aantal speelgoeddieren die ze door een brandende hoepel moesten werpen. Ze gooiden er beiden twee doorheen. |
| Uiteindelijke winnaar. | Jongens    | Eindstand: 3-1. Getrokken conclusie: de jongens zijn de beste circusartiesten. |

#### In één klap → De auto schoon
| Vraag                                                 | Antwoord | Notities |
| ----------------------------------------------------- | -------- | --- |
| Is het mogelijk om in één klap de auto te stofzuigen? | Nee      | Kleurpoeder werd gebruikt om stof te verbeelden. In een poging om het interieur te reinigen, werd een kanon gebruikt om de auto in één klap schoon te blazen. Het werkte echter totaal niet; de achterklep werd eraf geblazen en de auto bleef zwaar gehavend achter. |

### Aflevering 10
Uitzenddatum: 28 oktober 2017

#### Lekker snel aankleden
| Activiteit | Notities |
| ---------- | --- |
| Aankleden  | Bij het eerste item van deze aflevering ging het om sneller aankleden, zodat men iets langer in bed zou kunnen liggen. Dit werd gedaan met behulp van een aantal waslijnen. Vanuit bed zou de gebruiker in zijn broek springen en op een parachute landen. Via de parachute dook diegene dan door zijn T-shirt heen om het aan te trekken. En uiteindelijk stapte diegene dan in zijn sokken. De methode werkte goed. |

#### Méér doen met apparaten
In dit item werd getest wat er nog meer met huishoudelijke apparaten gedaan kon worden.
| Apparaat                | Toepassing  | Notities |
| ----------------------- | ----------- | --- |
| Wasmachine              | Schuimfeest | Het raam werd uit de deur van een wasmachine verwijderd en ingeschakeld met afwasmiddel erin. Hij stond op een verhoging en het schuim liep zo naar beneden waar de testteamleden aan het feesten varen.                                                                               |
| Droogmolen              | Draaimolen  | Er werd een stoel geplaatst boven op een droogmolen. Met behulp van een stuk touw aan een bestelbus kon deze snel rondgedraaid worden. |
| Diverse warmteapparaten | Sauna       | Er werd een kamer volgehangen met warmhoudfolie. Vervolgens werd deze ruimte volgezet met warmteapparatuur als waterkokers en tosti-ijzers. De ruimte kon inderdaad gebruikt worden als sauna, ware het niet dat door het hoge stroomverbruik van de apparaten de stoppen doorsloegen. |

#### Jongens vs Meiden → Verzetsheld
Bij deze jongens/meidentest werd gekeken wie er betere verzetshelden waren, de jongens of de meiden.
| Uitdaging                                            | Winnaar    | Notities |
| ---------------------------------------------------- | ---------- | --- |
| Wapens in een auto over de grens smokkelen           | Jongens    | Als eerste kregen de jongens en de meiden de opdracht om binnen 10 minuten een aantal wapens in hun auto te verstoppen. Hiermee moesten ze de grens over. De bedoeling was dat de douanebeambten zo min mogelijk wapens zouden confisqueren. Uiteindelijk hadden de meiden nog één pistool over, de jongens twee.                                                   |
| Vijandige ambtenaar arresteren                       | Gelijkspel | De testteamleden kregen de opdracht om goed getimed een auto naar beneden te duwen zodat een andere auto, die kwam aanrijden, gestopt zou worden. In deze auto zat namelijk een hoge politicus van de vijand die gearresteerd moest worden. Beiden slaagden ze in de opdracht.                                                                                      |
| Parcours met prikkeldraad naar neergestort vliegtuig | Meiden     | Bij de finale was er een parcours met prikkeldraad uitgezet door vijandig gebied. In dit gebied was een vliegtuig neergestort waar nog een USB-stick met gevoelige informatie in lag. Deze moest binnen 4 minuten gered worden, omdat het vliegtuig dan zou exploderen. Uiteindelijk redden de jongens het in 3'52" minuten, de meiden waren drie seconden sneller. |
| Uiteindelijke winnaar.                               | Gelijkspel | Eindstand: 2-2. Getrokken conclusie: zowel de jongens en de meiden komen in aanmerking heldhaftige verzetsstrijders te zijn. |

#### In één klap → De was drogen
| Vraag                                            | Antwoord | Notities |
| ------------------------------------------------ | -------- | --- |
| Is het mogelijk om in één klap de was te drogen? | Nee      | Om dit voor elkaar te krijgen, werd een broek voor een kanon gehangen. Het idee was dat deze door de kracht van het kanon droog werd geblazen. De broek werd echter finaal aan flarden geblazen. De testteamleden probeerden het nog een keer met een droogrek op een wat grotere afstand, maar ook dit werkte niet. |

### Aflevering 11
Uitzenddatum: 4 november 2017

#### Gevaren van een drone
In dit item werden de gevaren van een drone onder de loep genomen.
| Gevaar                  | Notities |
| ----------------------- | --- |
| Drone in de oog         | Het gevaar van de draaiende propeller in een oog krijgen, werd getoond door deze naar een koeienoog te bewegen. Het oog werd drastisch vernield. |
| Drone in de buik        | In de tweede deeltest werd gekeken wat er kon gebeuren als de propeller in de buik vloog. Er werd spek gebruikt om de buik te imiteren. Er kwam een grote snee in. |
| Drone tegen de voorruit | Tot slot werd het gevaar gedemonstreerd van een drone tegen een voorruit. Er werd een skelter op het dak van een auto geplaatst waar een voorruit op was aangebracht. De auto werd gereden en de drone werd tegen de voorruit gevlogen van de skelter die erop stond. De ruit werd eruit geslagen en eindigde aan gruzelementen op de grond. |

#### Jongens vs meiden → Bad Guy
Bij deze jongens/meidentest werd getest wie de betere slechteriken waren, de jongens of de meiden.
| Uitdaging               | Winnaar | Notities |
| ----------------------- | ------- | --- |
| Deur barricaderen       | Jongens | Bij de eerste opdracht was het de bedoeling om binnen 10 minuten een deur te barricaderen zodat een arrestatieteam zo veel mogelijk moeite zou moeten doen om binnen te vallen. De meiden bleven 1'42" minuten uit handen van de politie, de jongens 2'05" minuten. De testteamleden werden gearresteerd en in de gevangenis gezet voor de tweede deeltest. |
| Parcours met kettingbal | Meiden  | De bedoeling was om met een kettingbal aan de enkels een parcours door te komen om zichzelf te bevrijden. Maar daarvoor moesten ze eerst in hun cel op zoek naar twee schroevendraaiers om de tralies uit hun cel te verwijderen. Uiteindelijk bevrijdden de meiden zich in 5'40" minuten van hun bal, de jongens pas in 6'22" minuten.                     |
| Tokkelbaan              | Jongens | Om definitief uit de gevangenis te ontsnappen, moesten de testteamleden vanuit het raam naar een vluchtauto tokkelen. Ze moesten boven op de auto landen, zich losmaken, in de auto gaan zitten en wegrijden. De jongens hadden uiteindelijk 1'50" minuten nodig om weg te komen, de meiden 2'30" minuten.                                                  |
| Uiteindelijke winnaar.  | Jongens | Eindstand: 2-1. Getrokken conclusie: de jongens zijn de beste slechteriken. |

#### Net als in de film → Touw doorschieten
| Vraag                                                               | Antwoord                                       | Notities |
| ------------------------------------------------------------------- | ---------------------------------------------- | --- |
| Is het mogelijk om een touw door te schieten waar iemand aan hangt? | Niet met een revolver, wel met een jachtgeweer | In deze test werd de bekende westernscène getest waarbij een slechterik werd opgehangen, maar wiens touw werd doorgeschoten. Er was een paspop aan een touw opgehangen. De testteamleden probeerden met een revolver dit touw door te schieten. Dat lukte niet. Toen het echter met een jachtgeweer werd geprobeerd, ging het touw direct door. |

### Aflevering 12
Uitzenddatum: 11 november 2017

#### Blussen zonder water → Dekbed
In dit item werd gekeken hoe men zonder bluswater een brand in de slaapkamer kon blussen.
| Blusmiddel                          | Notities |
| ----------------------------------- | --- |
| Een dekbed en enkele kledingstukken | Bij dit item werd getracht om een beginnende brand in een slaapkamer te doven met een dekbed. Aangevuld met wat kleding uit de kleerkast lukte dat. |

#### Beter vermommen
In dit item werden verschillende vermommingen uitgeprobeerd. De vermommingen werden uitgetest door testteamleden Sem en Gianni.
| Vermomming             | Notities |
| ---------------------- | --- |
| Als kind               | Om de testteamleden een kind te laten lijken, moesten ze voorover gebogen lopen met de capuchon van een kinderjas op hun achterwerk. Van achteren leken ze optisch kinderen. Deze 'kinderen' werden tussen een aantal echte kinderen gezet die aan het voetballen waren. Vervolgens werd nietsvermoedend testteamlid Dzifa werd erbij gehaald om te controleren of de vermomming geslaagd was. Ze had hem echter door. |
| Als oma en mooi meisje | Bij de tweede deeltest werden de testteamleden opgemaakt als oma en mooi meisje. Ze werden vervolgens tussen allemaal andere mensen gezet. Dit keer werd Shaniqua ingeschakeld om na te gaan of de vermomming geslaagd was. Ze had de beide jongens na ongeveer 25 seconden herkend. |
| Eén dikke man          | Tot slot werd van de beide testteamleden één dikke man gemaakt. Gianni sprong voor op de buik van Sem en werd ingepakt in dikke kleren. Het resultaat was een optisch dikke man. Hiermee slaagden de beide jongens erin op één kaartje de dierentuin (Dolfinarium Harderwijk) binnen te komen. |

#### Jongens vs Meiden → Vloggen
Bij deze jongens/meidentest werd gekeken wie er beter waren in vloggen, de jongens of de meiden.
| Uitdaging                             | Winnaar | Notities |
| ------------------------------------- | ------- | --- |
| Parcours afleggen met een selfiestick | Meiden  | Als eerste moesten de testteamleden een parcours afleggen met opdrachten. Ze hadden als vlogger echter heel de tijd een selfiestick mee waardoor ze alles met maar één hand konden doen. De opdrachten waren: een banaan schillen, tandenpoetsen, een luier verschonen en een ei bakken. De meiden waren uiteindelijk net iets eerder klaar. |
| In de camera blijven kijken           | Jongens | Daarna moesten de testteamleden 100 seconden lopen op een loopband. Ze moesten binnen een aangebracht frame blijven en de hele tijd in de camera kijken. De opdracht werd echter flink bemoeilijkt door obstakels die op de steeds sneller lopende loopband voorbij kwamen. Uiteindelijk keken de meiden 40 seconden weg, de jongens 10.     |
| Likes halen met een prank             | Meiden  | Bij de finale moesten de testteamleden een prank uithalen met een nietsvermoedend testteamlid en dit filmen. De video werd op YouTube gezet en moest in anderhalf uur tijd zo veel mogelijk likes behalen. De jongens hadden uiteindelijk 140 likes, de meiden 149.                                                                          |
| Uiteindelijke winnaar.                | Meiden  | Eindstand: 2-1. Getrokken conclusie: de meiden zijn beter in vloggen dan de jongens. |

#### Kan het sneller? → Luchtbed opblazen
| Activiteit        | Notities |
| ----------------- | --- |
| Luchtbed oppompen | Als afsluiter van deze aflevering werd een poging gedaan om een luchtbed extra snel op te blazen met behulp van droogijs. Hier werd kokend water bij gedaan, zodat er gas ontstond. Met negen seconden was het luchtbed hard. |

### Aflevering 13
Uitzenddatum: 18 november 2017

#### In één klap → Vuurtje doven
| Vraag                                             | Antwoord | Notities |
| ------------------------------------------------- | -------- | --- |
| Is het mogelijk om in één klap een vuur te doven? | Ja       | Om een vuurkorf te doven, werd er een kanon op gezet die als het ware het vuur uit zou blazen. Het vuur was inderdaad gedoofd, weliswaar met de opmerking dat er wel een nieuwe vuurkorf aangeschaft zou moeten worden. |

#### Hut verstoppen
In dit item werd geprobeerd om een hut te verstoppen voor vandalen. Bij deze test trad testteamlid Julia op als 'vandaal'.
| Verstopmethode            | Notities |
| ------------------------- | --- |
| Spiegels                  | De testteamleden maakten een aantal spiegels van metaalfolie en plaatsten deze rondom de hut. Het daarvan was dat men vanaf een afstandje niet zou zien dat er een hut is, omdat er bomen op gespiegeld zouden worden. Aanvankelijk ging Julia de hut dan ook voorbij, maar toen ze dichterbij kwam spotte ze hem uiteindelijk alsnog.                               |
| Boobytraps van rookbommen | Een nieuwe poging om Julia van de hut af te houden, werd gedaan met behulp van een zelfgemaakte boobytrap van rookbommen. Deze werd geactiveerd doordat Julia tijdens haar zoektocht tegen een daarvoor bestemde draad stootte. De hele omgeving werd gevuld met rook en ze kon de hut niet vinden. Toen de rook was opgetrokken, spotte ze hem echter onmiddellijk. |
| Lift                      | Succes werd echter wel geboekt door de hut op een ondergrondse lift te bouwen. Op het moment dat Julia de hut naderde, stootte ze een draad waardoor de lift geactiveerd werd en de hut onder de grond zakte. Om haar af te leiden gingen er op dat moment achter haar knalerwten in een kanon af. Ze vond de hut uiteindelijk niet.                                 |

#### Blussen zonder water → Kledingkast
In dit item werd gekeken hoe je zonder bluswater een brand in je slaapkamer kon blussen.
| Blusmiddel  | Notities |
| ----------- | --- |
| Kledingkast | De testteamleden probeerden een beginnende brand op de vloer te doven door er een kledingkast overheen te leggen. De vlammen sloegen echter onder de kast door en zetten deze in lichterlaaie. De brandweer moest uiteindelijk het vuur doven. |

#### Jongens vs Meiden → Gips
Bij deze jongens/meidentest werd gekeken wie er beter waren in het gips, de jongens of de meiden. Bij al deze drie deeltests was een gedeelte van de testteamleden hun lichamen ingepakt in gips.
| Uitdaging                    | Winnaar | Notities |
| ---------------------------- | ------- | --- |
| Spaghetti eten               | Meiden  | De eerste opdracht was simpelweg om met gegipste armen bord spaghetti te eten. De meiden hadden hun spaghetti als eerste op. |
| Twister                      | Jongens | Vervolgens werd er Twister gespeeld, met gegipste armen en benen. De jongens wonnen. |
| Loopparcours en gips afzagen | Jongens | Bij de laatste deeltest waren de lichamen van de testteamleden bijna helemaal ingepakt met gips. Hier moesten de testteamleden een kort loopparcours afleggen naar een zaag en schaar waarmee ze zich van hun gips konden ontdoen. Beide teams slaagden er al snel in om het loopparcours door te komen, maar het gips afzagen bleek met name voor de meiden de spreekwoordelijke bottleneck. Want de jongens hadden 12'13" minuten nodig om hun gips te verwijderen terwijl de meiden nog eens twaalf minuten langer nodig hadden. |
| Uiteindelijke winnaar.       | Jongens | Eindstand: 2-1. |

#### In één klap → Een maaltijd bereiden
| Vraag                                            | Antwoord | Notities |
| ------------------------------------------------ | -------- | --- |
| Is het mogelijk om in één klap eten te bereiden? | Nee      | Het vijfde en laatste item van deze uitzending betrof een poging om in één klap eten te bereiden. Om te beginnen werd er een met alcohol overgoten pannenkoek op een ballon met butaangas gelegd. Met een brandende pijl werd deze ballon ontstoken en zou de pannenkoek dankzij de vuurbal geflambeerd worden. Het werkte niet. Vervolgens werd er een driegangendiner op barbecureroosters geplaatst waar nog een serie butaanballonnen onder werd gehangen. Ook nu werden de ballonnen met een brandende pijl ontstoken, maar wederom werd het eten niet gaar. |

### Aflevering 14
Uitzenddatum: 25 november 2017

#### Net als in de film → Slot doorschieten
| Vraag                                         | Antwoord                              | Notities |
| --------------------------------------------- | ------------------------------------- | --- |
| Is het mogelijk om een slot open te schieten? | Als de schutter een jachtgeweer heeft | In het eerste item van deze aflevering werd de bekende filmscène op waarheid getest waarbij een slot met een pistool werd opengeschoten. Een revolver werkte niet. Ook een groter schietwapen leverde niet het gewenste resultaat op. Uiteindelijk lukte het om het slot met een jachtgeweer kapot te schieten. |

#### Wintersport thuis
In deze test werden methoden uitgetest om thuis wintersport te kunnen oefenen.
| Methode                               | Notities |
| ------------------------------------- | --- |
| Trucs oefenen op loopband             | In de eerste deeltest stond snowboarden centraal. Hiervoor werd een loopband gebruikt om trucs op te oefenen. Daarvoor werd de loopband in helling gezet en deed testteamlid Remy een snowboard onder. Op de loopband probeerde hij een 180 te draaien. Na een paar pogingen slaagde hij hierin.                                        |
| Van een dak af skiën                  | Als tweede probeerde testteamlid Dave om van een dak af te skiën. Hij slaagde er niet in om met ski's onder het dak op te komen. Met een hoogwerker kwam hij uiteindelijk toch boven en kon hij alsnog proberen om naar beneden te skiën. Het lukte hem.                                                                                |
| Over een auto met caravan snowboarden | Tot slot werd er een auto met caravan ingezet. Hier werd met behulp van planken en tapijten een parcours bovenop gebouwd. Vervolgens reed testteamlid Dave deze constructie vooruit terwijl Remy probeerde om hier, hangend aan een touw, met een snowboard overheen te glijden. Na een paar pogingen lukte het om eroverheen te komen. |

#### Jongens vs Meiden → Ladders
Bij deze editie van Jongens vs Meiden werd uitgetest wie er beter met ladders waren, de jongens of de meiden.
| Uitdaging                             | Winnaar | Notities |
| ------------------------------------- | ------- | --- |
| Met keukentrap over parcours schuiven | Jongens | Om te beginnen moesten de testteamleden met een keukentrap een afstand heen en terug afleggen. De jongens finishten overduidelijk als eerste. |
| Sporten voor je uit zetten            | Jongens | In de tweede deeltest stonden de testteamleden op een ladder die slechts drie sporten had. Deze waren echter losneembaar. De bedoeling voor de testteamleden was om de sporten stap voor stap voor zich uit te zetten om zich zo omhoog te werken. Uiteindelijk waren de jongens met 54 seconden boven. De meiden hadden met 2'24" minuten ruim dubbel zo veel tijd nodig. Doordat de stand op dit moment al op 2-0 voor de jongens kwam, was de totaalwinst hiermee ook meteen. |
| Ladderparcours                        | Jongens | Toch werd er nog een finale gedaan. Hiervoor was er een ladderparcours uitgezet door de hoogte van de Checkpoint-loods. De bedoeling was om deze route te bedwingen. Het team dat uiteindelijk als eerste weer beneden zou staan, zou het laatste punt binnenhalen. Ook dit punt werd door de jongens binnengesleept. Zij finishten reeds na 10'42" minuten, terwijl de meiden 19'18" minuten nodig hadden.                                                                      |
| Uiteindelijke winnaar.                | Jongens | Eindstand: 3-0. Getrokken conclusie: de jongens zijn beter met ladders. |

#### In één klap → Poep weghalen
| Vraag                                                             | Antwoord | Notities |
| ----------------------------------------------------------------- | -------- | --- |
| Is het mogelijk om in één klap hondenpoep van de schoen te halen? | Nee      | In het laatste item van deze aflevering werd een poging gedaan om in één klap poep van een schoen te verwijderen. Er zat een testpop op een stoel met haar vieze schoen in de lucht. Hier werd een kanon op gericht. De klap haalde echter totaal niks uit; de poep koekte alleen maar harder aan en de testpop liep zware schade op. |

### Aflevering 15
Uitzenddatum: 2 december 2017

#### Lekker snel die vreselijk vervelende bloedirritante plastic verpakking open maken
| Activiteit          | Notities |
| ------------------- | --- |
| Verpakkingen openen | Om een irritante blisterverpakking open te krijgen, werd deze gedompeld in vloeibare stikstof. De verpakking kon gemakkelijk worden opengebroken. |

#### Gevaren van tanken
In deze test werden gevaren tijdens het tanken getest.
| Gevaar                  | Notities |
| ----------------------- | --- |
| Mobiel bellen           | Als eerste werd gekeken in hoeverre het gevaarlijk is om tijdens het tanken te telefoneren. Hiervoor werd er een mobiele telefoon in een bak met benzine gehangen. Daarna werd deze gebeld. Er kwam geen explosie. |
| Motor aan laten staan   | Presentatrice Rachel legde uit dat de reden dat de motor uit moest, te maken had met de mogelijkheid van een hete uitlaat. Als daar benzine op zou druppelen, zou dit brandgevaarlijk zijn. Dit werd gedemonstreerd door de uitlaat van een oude brommer te verhitten met een lasapparaat en daar benzine op terecht te laten komen. Er ontstond inderdaad een fikse brand. |
| Statische elektriciteit | Tot slot verkleedde testteamlid Aaron zich als clown om de gevaren van statische elektriciteit onder het tanken te demonstreren. Met behulp van zijn statische kleren en wat ballonnen laadde hij zichzelf op, totdat hij een vonk kon produceren die sterk genoeg was om de benzinedamp uit een auto te laten ontvlammen.                                                  |

#### Jongens vs Meiden → Opletten
Bij deze jongens/meidentest was de vraag wie er beter konden opletten, de jongens of de meiden.
| Uitdaging                                          | Winnaar    | Notities |
| -------------------------------------------------- | ---------- | --- |
| Opdracht rond onoplettende blindheid               | Jongens    | Bij de eerste deeltest kregen de testteamleden de opdracht om van een boomstronk een schijf af te zagen van vier centimeter groot. Echter: wat ze niet wisten, was dat er om hen heen een groep motoren voorbij zou komen rijden. Doordat ze bezig waren met het zagen, zouden ze daar dus weinig tot geen aandacht voor hebben. Na afloop stelde presentatrice Rachel drie vragen over de motorrijders. Daarvan hadden de meiden er uiteindelijk een goed, de jongens twee.                         |
| Kunnen horen waarvandaan een schutter zou schieten | Gelijkspel | Voor deze opdracht werden de testteamleden geblinddoekt. Er was een schutter met een fietsbel op zijn geweer. Deze zou steeds op een bepaalde positie ten opzichte van de testteamleden gaan staan, met zijn fietsbel bellen en na drie seconden gaan schieten. De testteamleden moesten dankzij deze fietsbel horen vanwaaruit hij zou schieten, zodat ze zijn schot konden blokkeren met een schild dat ze bij zich droegen. Uiteindelijk werden zowel de jongens als de meiden twee keer geraakt. |
| Kleuren onthouden                                  | Jongens    | In de finale kregen de testteamleden een serie kleuren om te onthouden. Deze kleuren correspondeerden met een route van kleurvelden die ze daarna moesten afleggen. Bij iedere stap moest er een keuze gemaakt worden uit twee velden om op te stappen. Kozen ze een juist veld, konden ze verder. Stapten ze op een verkeerd kleurveld, zouden ze erdoorheen zakken en in een daaronder aangebracht waterbassin terechtkomen. De jongens legden zo het hele parcours af. De meiden slaagden niet.   |
| Uiteindelijke winnaar.                             | Jongens    | Eindstand: 3-1. Getrokken conclusie: de jongens letten beter op. |

#### Tomaat vs Snijplank
| Product 1 | Product 2 | Winnaar | Notities |
| --------- | --------- | ------- | --- |
| Tomaat    | Snijplank | Tomaat  | Om na te gaan of een tomaat of een snijplank sterker was, werden er tomaten met een spudgun naar een snijplank geschoten. Bij het eerste schot ging de tomaat door de snijplank heen, bij het tweede niet. Bij het laatste schot echter, ging de tomaat niet alleen door de snijplank heen, maar sneuvelde ook de werkbank waar de snijplank ingeklemd stond. Hierop werd besloten dat de tomaat sterker was dan de snijplank. |

### Aflevering 16
Uitzenddatum: 9 december 2017
In laatste aflevering van dit seizoen werd een compilatie vertoond van de beste fragmenten. Net als in voorgaande seizoenen werden de hoogtepunten als een top 10 gepresenteerd.
| #  | Moment                                      | Item                                                                              |
| -- | ------------------------------------------- | --------------------------------------------------------------------------------- |
| 1  | Rubriek: In één klap                        | Die kruiwagen schoon, De auto schoon                                              |
| 2  | Tikkertje met freerunners                   | Jongens vs Meiden → Achtervolgen                                                  |
| 3  | Wipconstructie bovenop auto                 | Beat gravity                                                                      |
| 4  | Rubriek: Net als in de film                 | Zelf een vliegtuig landen                                                         |
| 5  | Loopband                                    | Jongens vs Meiden → Vlogger                                                       |
| 6  | Over een auto met caravan snowboarden       | Wintersport thuis                                                                 |
| 7  | Rubriek: Kan het sneller?                   | Lekker snel die vreselijk vervelende bloedirritante plastic verpakking open maken |
| 8  | In het raam van een vallende gevel uitkomen | Jongens vs Meiden → Filmstunts                                                    |
| 9  | Auto botst met drone                        | Gevaren van een drone                                                             |
| 10 | Autobowlen                                  | Jongens vs Meiden → Beter met ballen                                              |

Vlak voor bekendmaking van de eerste plaats werd bekendgemaakt dat de jongens dit seizoen de meeste jongens/meidentest hadden gewonnen.

## Kijkcijfers zaterdagafleveringen
| Datum             | Aantal kijkers | Marktaandeel |
| ----------------- | -------------- | ------------ |
| 26 augustus 2017  | 38.000         | 5,5%         |
| 2 september 2017  | 49.000         | 6,1%         |
| 9 september 2017  | 72.000         | 7,7%         |
| 16 september 2017 | 97.000         | 10,4%        |
| 23 september 2017 | 69.000         | 9,5%         |
| 30 september 2017 | 103.000        | 12,2%        |
| 7 oktober 2017    | 87.000         | 9,5%         |
| 14 oktober 2017   | 94.000         | 11,6%        |
| 21 oktober 2017   | 71.000         | 7,5%         |
| 28 oktober 2017   | 95.000         | 11,1%        |
| 4 november 2017   | 109.000        | 12,3%        |
| 11 november 2017  | 130.000        | 12,8%        |
| 18 november 2017  | 87.000         | 9,0%         |
| 25 november 2017  | 58.000         | 6,8%         |
| 2 december 2017   | 126.000        | 13,3%        |
| 9 december 2017   | 100.000        | 11,0%        |